# Theropithecus
Theropithecus là một chi động vật có vú trong họ Cercopithecidae, bộ Linh trưởng. Chi này được I. Geoffroy miêu tả năm 1841. Loài điển hình của chi này là Macacus gelada Rüppell, 1835.

## Các loài
Chi này gồm đơn loài Theropithecus gelada.

## Hình ảnh

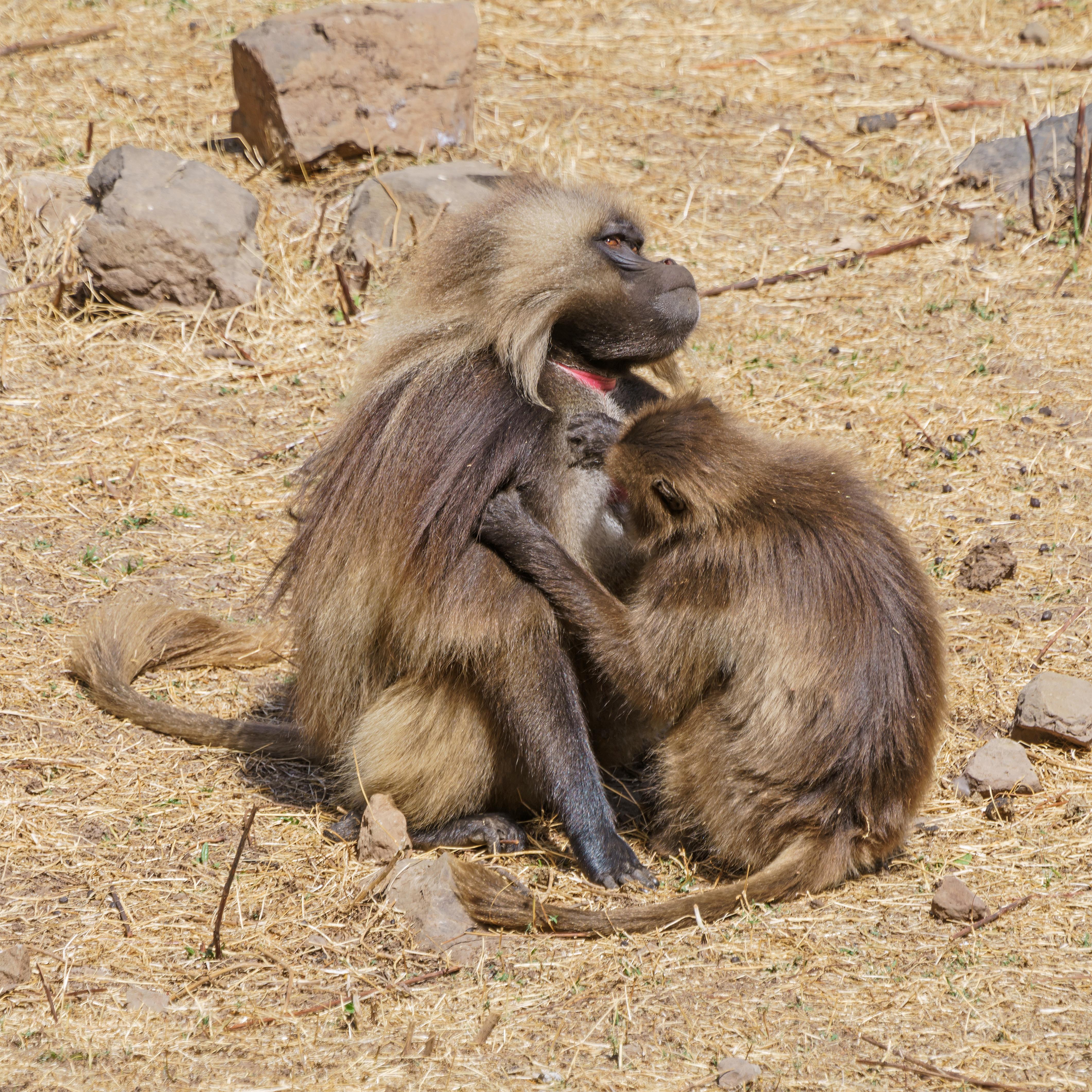
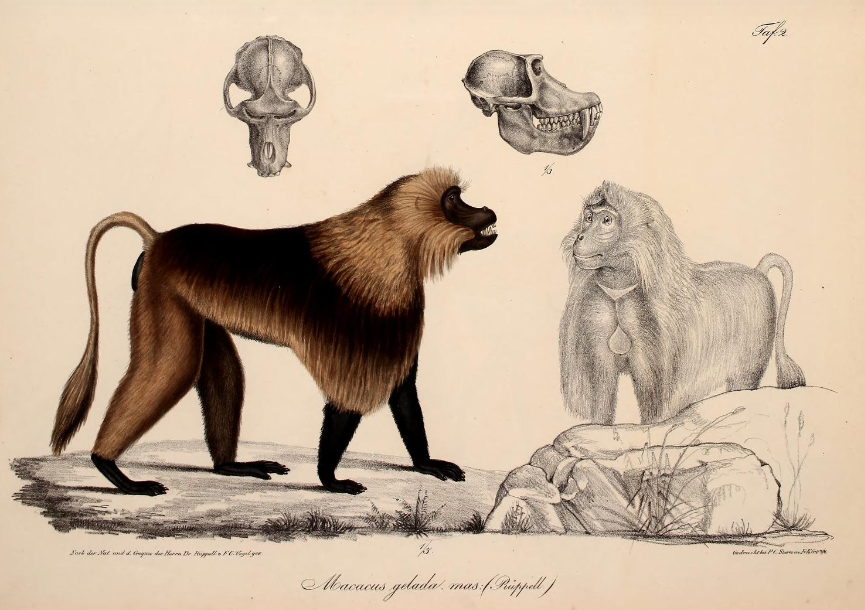
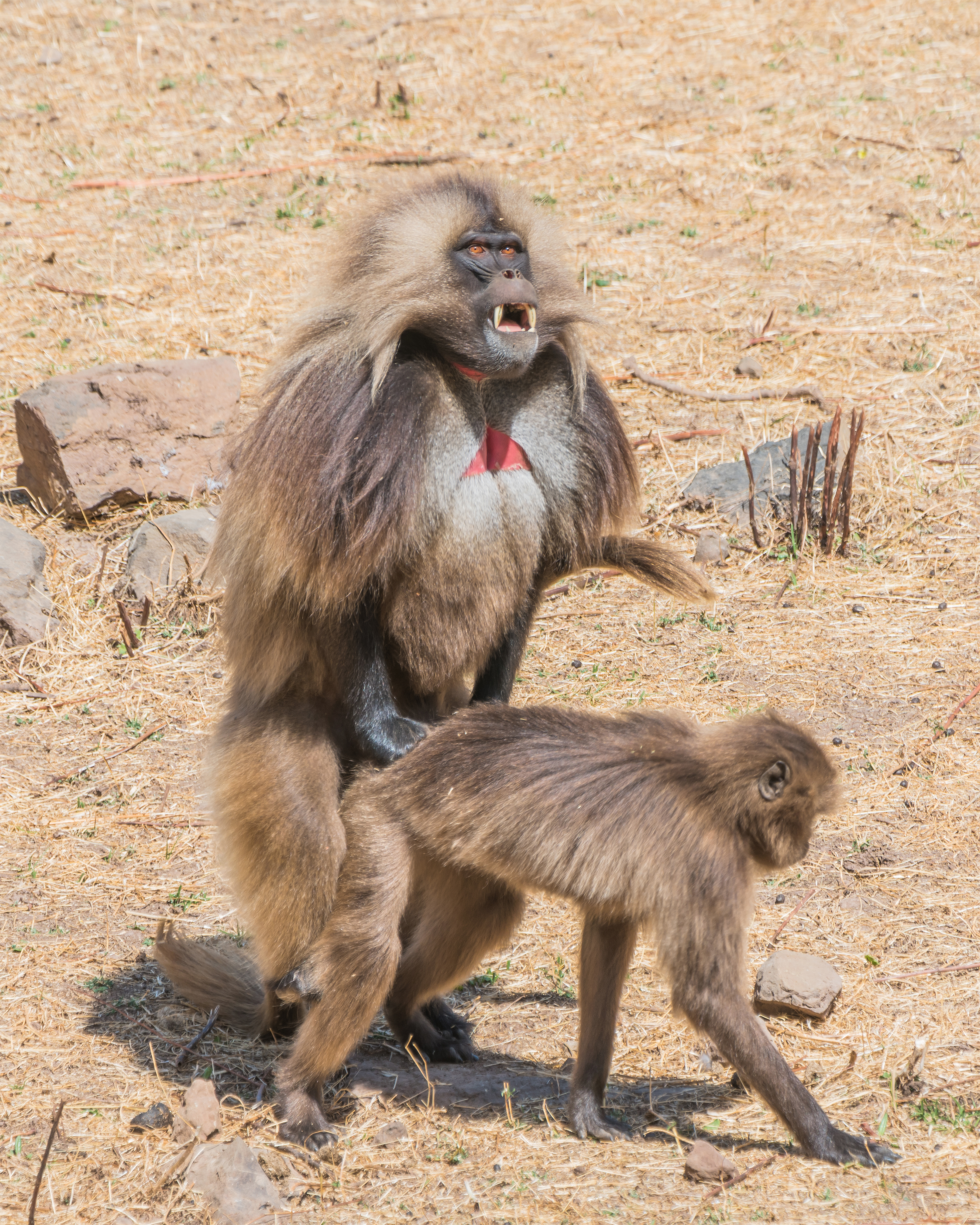
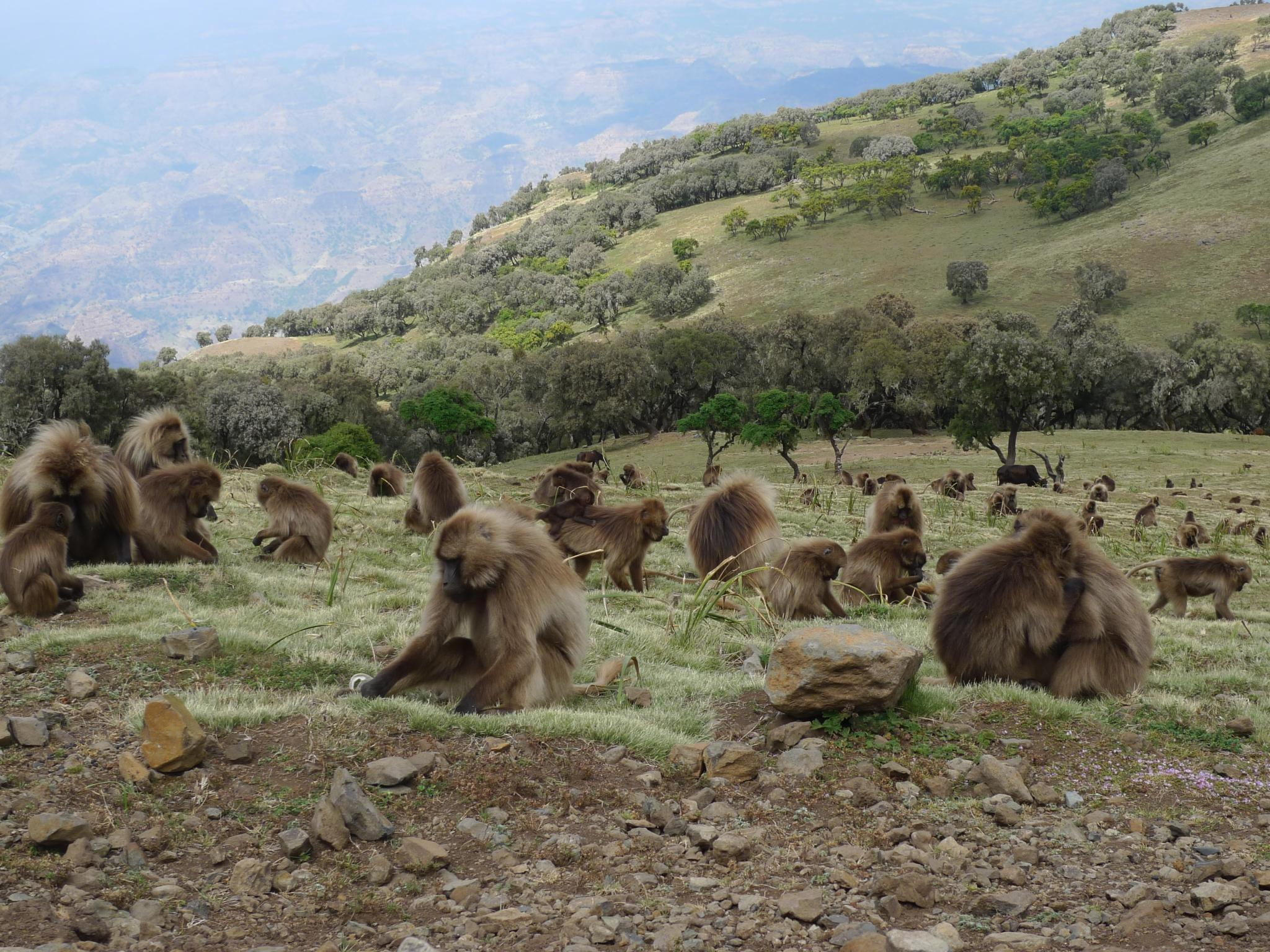